# Ремулен
Ремуле́н (фр. Remoulins) — муніципалітет у Франції, у регіоні Окситанія, департамент Гар. Населення — 2260 осіб (01.01.2021).
Муніципалітет розташований на відстані близько 580 км на південь від Парижа, 70 км на північний схід від Монпельє, 20 км на північний схід від Німа. Неподалік Ремулена знаходиться відомий давньоримський акведук Пон-Дю-Гар.

## Історія
До 2015 року муніципалітет перебував у складі регіону Лангедок-Русійон. Від 1 січня 2016 року належить до нового об'єднаного регіону Окситанія.

## Демографія
Динаміка населення (INSEE ):
Розподіл населення за віком та статтю (2006):
| Стать | Всього | До 15 років | 15-24 | 25-44 | 45-64 | 65-85 | Понад 85 |
| --- | ------ | ----------- | ----- | ----- | ----- | ----- | -------- |
| Чоловіки | 1103   | 244         | 169   | 335   | 215   | 128   | 12       |
| Жінки | 1218   | 220         | 155   | 398   | 232   | 174   | 39       |
| \| Статево-вікова піраміда \| Статево-вікова піраміда \| Статево-вікова піраміда \| \| ----------------------- \| ----------------------- \| ----------------------- \| \| Чоловіки \| Вік \| Жінки \| \| 12 \| 85 + \| 39 \| \| 19 \| 80-84 \| 27 \| \| 39 \| 75-79 \| 35 \| \| 35 \| 70-74 \| 77 \| \| 35 \| 65-69 \| 35 \| \| 31 \| 60-64 \| 58 \| \| 69 \| 55-59 \| 66 \| \| 73 \| 50-54 \| 50 \| \| 42 \| 45-49 \| 58 \| \| 69 \| 40-44 \| 120 \| \| 100 \| 35-39 \| 85 \| \| 81 \| 30-34 \| 108 \| \| 85 \| 25-29 \| 85 \| \| 100 \| 20-24 \| 89 \| \| 69 \| 15-20 \| 66 \| \| 66 \| 10-14 \| 96 \| \| 93 \| 5-9 \| 62 \| \| 85 \| 0-4 \| 62 \| |        |             |       |       |       |       |          |
| Статево-вікова піраміда |        |             |       |       |       |       |          |
| Чоловіки | Вік    | Жінки       |       |       |       |       |          |
| 12 | 85 +   | 39          |       |       |       |       |          |
| 19 | 80-84  | 27          |       |       |       |       |          |
| 39 | 75-79  | 35          |       |       |       |       |          |
| 35 | 70-74  | 77          |       |       |       |       |          |
| 35 | 65-69  | 35          |       |       |       |       |          |
| 31 | 60-64  | 58          |       |       |       |       |          |
| 69 | 55-59  | 66          |       |       |       |       |          |
| 73 | 50-54  | 50          |       |       |       |       |          |
| 42 | 45-49  | 58          |       |       |       |       |          |
| 69 | 40-44  | 120         |       |       |       |       |          |
| 100 | 35-39  | 85          |       |       |       |       |          |
| 81 | 30-34  | 108         |       |       |       |       |          |
| 85 | 25-29  | 85          |       |       |       |       |          |
| 100 | 20-24  | 89          |       |       |       |       |          |
| 69 | 15-20  | 66          |       |       |       |       |          |
| 66 | 10-14  | 96          |       |       |       |       |          |
| 93 | 5-9    | 62          |       |       |       |       |          |
| 85 | 0-4    | 62          |       |       |       |       |          |

## Економіка
2010 року серед 1522 осіб працездатного віку (15—64 років) 1116 були активними, 406 — неактивними (показник активності 73,3%, у 1999 році було 68,3%). З 1116 активних мешканців працювали 932 особи (499 чоловіків та 433 жінки), безробітними було 184 (59 чоловіків та 125 жінок). Серед 406 неактивних 93 особи були учнями чи студентами, 115 — пенсіонерами, 198 були неактивними з інших причин.

У 2010 році в муніципалітеті числилось 977 оподаткованих домогосподарств, у яких проживали 2251,5 особи, медіана доходів виносила 15 013 євро на одного особоспоживача